# Mohammad Reza Geraei
Mohammad Reza Geraei (em persa: محمدرضا گرایی; Shiraz, 25 de julho de 1996) é um lutador de estilo greco-romana iraniano, campeão olímpico.

## Carreira
Geraei esteve nos Jogos Olímpicos de Verão de 2020 em Tóquio, onde participou do confronto de peso leve, conquistando a medalha de ouro após derrotar na final o ucraniano Parviz Nasibov.